# مانويية (دشتاب)
مانوییة (بالفارسية: مانوییه) هي قرية تقع في إيران في قسم دشتاب الريفي.